# Isola (Compiano)
Isola (Lisera nel dialetto locale) è una frazione del comune di Compiano, in provincia di Parma.
La località dista 0,77 km dal capoluogo.

## Geografia fisica
La località sorge su un altopiano posto sulla riva destra del fiume Taro, direttamente di fronte all'abitato di Compiano.

## Origini del nome
Il nome dialettale della frazione, Lisera, ha origine latina, col significato di "luogo asciutto", "zona boscosa accanto a un fiume", in riferimento alla collocazione geografica della località.

## Storia
Il territorio risultava abitato già in epoca romana, come testimoniato dal rinvenimento di alcuni oggetti; il Campus Planus era infatti attraversato da un'antica strada, di origine forse preromana, che, proveniente dal passo della Colla a nord di Compiano, valicava con un ponte il fiume Taro e si biforcava nei pressi dell'odierno cimitero di Isola per dirigersi verso il passo del Bocco a sud-ovest e il passo di Centocroci a sud-est; grazie alla sua posizione, pare che già all'epoca i romani-veleiati vi tenessero un mercato del bestiame.
Nel VI secolo la vallata passò sotto il controllo dei Bizantini, che vi edificarono alcune torri a presidio; a Campus Boarius (corrispondente all'attuale Borio sulla riva opposta del Taro), insediarono un castellano di Todi, che importò il culto di san Terenziano.
In seguito la zona fu conquistata dai Longobardi, che intorno all'VIII secolo la donarono ai religiosi del monastero di San Paolo del Mezzano a Mezzano Scotti di Bobbio.
L'abitato di Isola fu successivamente fondato lungo l'antico percorso, a poca distanza dal centro principale sopraelevato di Compiano, da cui dipendeva; fu inoltre eretta una torre difensiva in località Poggio.
Il mercato continuò anche in epoca medievale a svolgersi ogni anno il 1º settembre, in occasione della ricorrenza della morte di san Terenziano. Il 27 febbraio del 1031 l'imperatore del Sacro Romano Impero Corrado II il Salico confermò ai monaci di San Paolo del Mezzano i diritti sulla fiera annuale di Campoplano, in seguito riconfermati anche dal papa Celestino III il 29 aprile del 1195.
Nel 1141 i Malaspina cedettero i loro pieni diritti sul vicino castello di Compiano al Comune di Piacenza, che li riassegnò in feudo alla famiglia; i Malaspina furono costretti a rinunciarvi nel 1189.
Nel 1257 le antiche terre della nobile famiglia furono acquistate da Ubertino Landi; nel 1270 le truppe del Conte sconfissero quelle dei Fieschi in un'aspra battaglia sul piano di Isola, di cui secondo alcuni storici resta testimonianza nel nome della località di Premassau, ossia "campo del massacro".
Nel 1429 Filippo Maria Visconti accusò i Landi di tradimento e si impossessò dei loro domini; alla morte del Duca di Milano nel 1447, il castello di Compiano fu occupato dalla famiglia Granello. Tuttavia, nel 1454 il nuovo duca Francesco Sforza reinvestì i Landi delle loro antiche terre. L'annuale fiera di San Terenziano acquisì in quei secoli maggiore importanza, tanto da attirare mercanti anche dalle città lombarde.
Nel 1682 Gian Andrea III Doria-Landi, nipote della principessa Maria Polissena Landi, ultima della stirpe, alienò lo Stato Landi al duca Ranuccio II Farnese, che lo annetté al ducato di Parma e Piacenza.
Dopo la conquista napoleonica, il territorio fu aggregato nel 1805 al dipartimento degli Appennini. Isola divenne frazione di Tornolo, ma nel 1894 fu annessa al comune di Compiano.
A partire dal XIX secolo la zona subì l'emigrazione di numerosi abitanti.

## Monumenti e luoghi d'interesse

### Chiesa di Sant'Antonio Abate

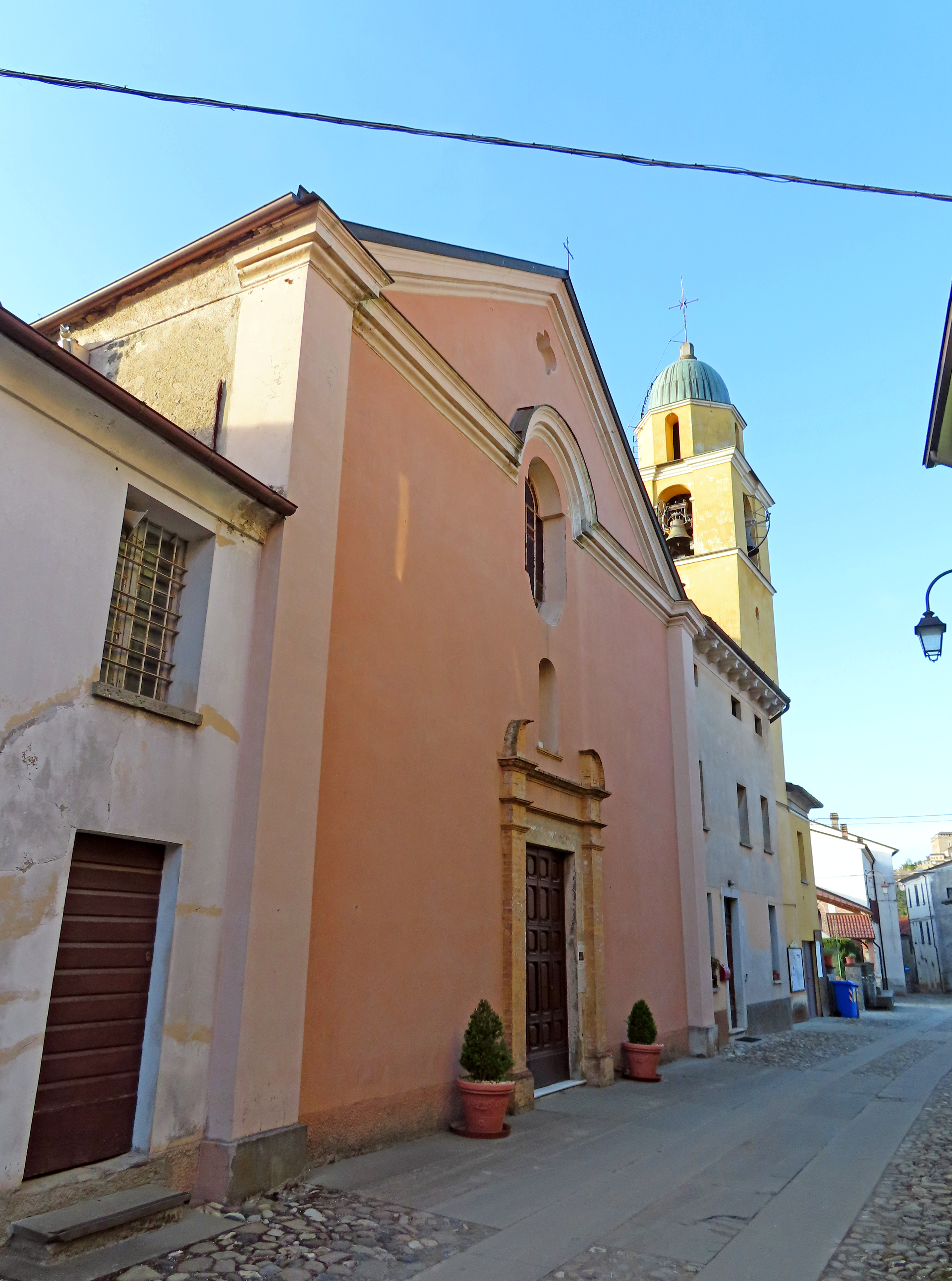
Chiesa di Sant'Antonio Abate

Menzionata per la prima volta nel 1472, la cappella originaria fu profondamente modificata in stile barocco agli inizi del XVII secolo, ribaltando l'orientamento originario; arricchita con due nuove cappelle e col campanile negli anni seguenti, la chiesa fu internamente ornata con affreschi e stucchi dal pittore Battistini nel 1928 e infine completamente restaurata e consolidata strutturalmente tra il 1999 e il 2006; al suo interno, riccamente decorato, sono presenti quattro cappelle laterali, contenenti altari barocchi.

## Cultura

### Eventi
La fiera millenaria di San Terenziano si svolge ogni anno il 1º settembre e il primo weekend del mese, con le celebrazioni religiose culminanti nella processione con i "Cristi", i mercatini nelle vie del borgo e le serate musicali.